# Korzękwice

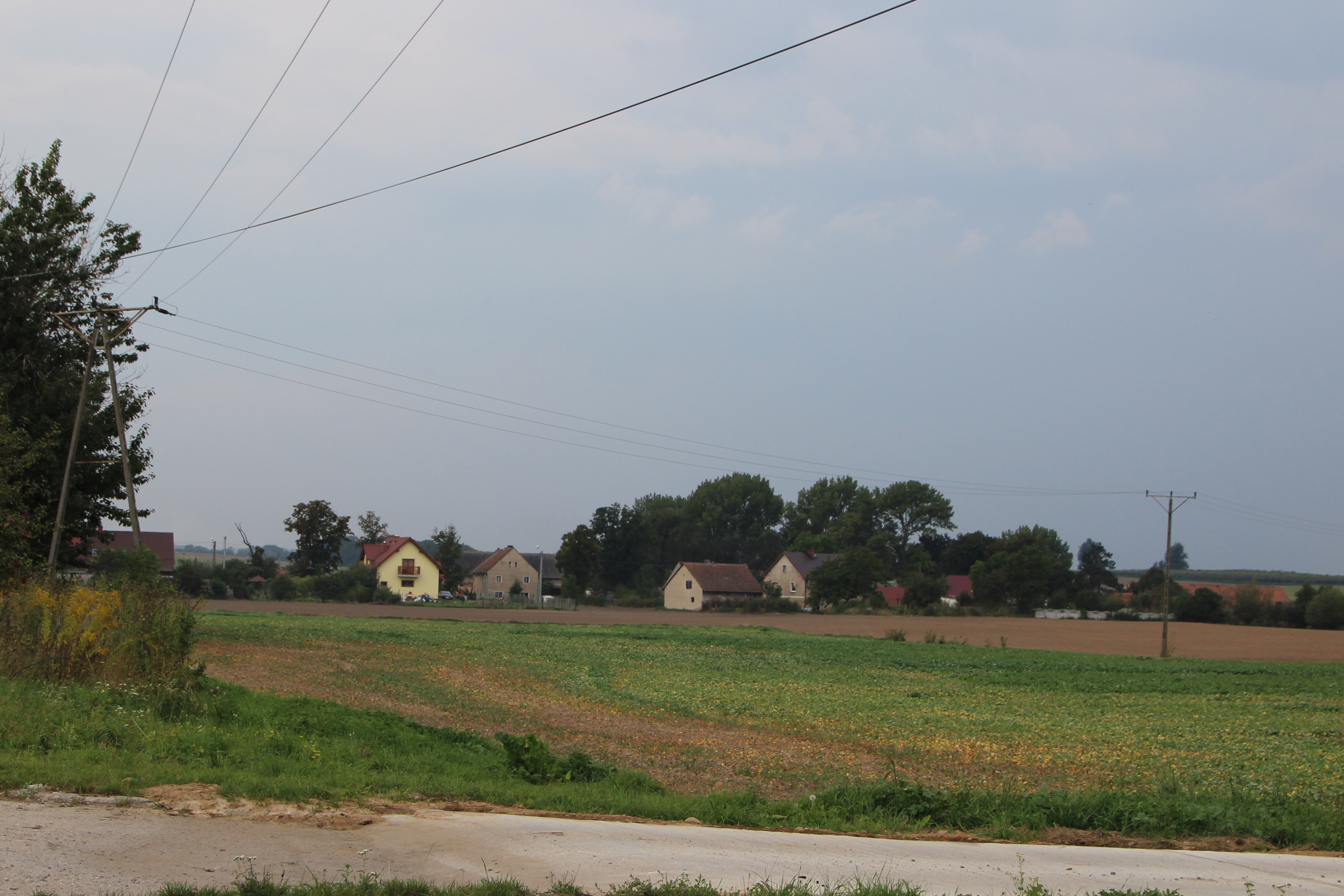
Korzękwice 2014

Korzękwice (deutsch Korkwitz) ist eine Ortschaft der Landgemeinde Pakosławice in Polen. Sie liegt im Powiat Nyski (Kreis Neisse) in der Woiwodschaft Opole.

## Geographie

### Geographische Lage
Das Straßendorf Korzękwice liegt im Südwesten der historischen Region Oberschlesien. Der Ort liegt etwa fünf Kilometer südwestlich des Gemeindesitzes Pakosławice, etwa zehn Kilometer nördlich der Kreisstadt Nysa und etwa 54 Kilometer südwestlich der Woiwodschaftshauptstadt Opole.
Korzękwice liegt in der Nizina Śląska (Schlesische Tiefebene) innerhalb der Równina Grodkowska (Grottkauer Ebene). Durch den Ort fließt die Korzkiew (Korkwitzer Bach), ein linker Zufluss der Glatzer Neiße.

### Nachbarorte
Nachbarorte von Korzękwice sind im Nordwesten Goszowice (Kuschdorf), im Südosten Bykowice (Beigwitz), im Süden Sękowice (Sengwitz) und im Westen Nowaki (Nowag).

## Geschichte
Der Ort wurde 1273 erstmals als Gorzequitz erwähnt. In dem Werk Liber fundationis episcopatus Vratislaviensis aus den Jahren 1295–1305 wird der Ort als Korsequitz erwähnt. 1378 erfolgte eine Erwähnung als Korkowicz.
Nach dem Ersten Schlesischen Krieg 1742 fiel Korkwitz mit dem größten Teil Schlesiens an Preußen.
Nach der Neuorganisation der Provinz Schlesien gehörte die Landgemeinde Korkwitz ab 1816 zum Landkreis Neisse im Regierungsbezirk Oppeln. 1845 bestanden im Dorf 24 Häuser. Im gleichen Jahr lebten in Korkwitz 156 Menschen, allesamt katholisch. 1855 lebten 180 Menschen im Ort. 1865 bestanden im Ort 13 Gärtner- und vier Häuslerstellen. Eingeschult und eingepfarrt waren die Dorfbewohner nach Nowag. 1874 wurde der Amtsbezirk Reinschdorf gegründet, welcher aus den Landgemeinden Franzdorf, Korkwitz, Kuschdorf, Natschkau, Reimen, Reinschdorf, Schmelzdorf und Schmolitz und den Gutsbezirken Franzdorf, Korkwitz, Kuschdorf, Natschkau, Reimen, Reinschdorf und Schmelzdorf bestand. 1885 zählte Korkwitz 145 Einwohner.
1933 lebten in Korkwitz 177 Menschen. Am 18. August 1936 wurde der Ort im Zuge einer Welle von Ortsumbenennungen der NS-Zeit in Möckendorf umbenannt. 1939 zählte Möckendorf 179 Einwohner. Bis 1945 befand sich der Ort im Landkreis Neisse.
1945 kam Möckendorf unter polnische Verwaltung und wurde in Korzękwice umbenannt. 1950 kam Korzękwice zur Woiwodschaft Oppeln.  Mit Abschluss des Zwei-plus-Vier-Vertrages im Jahr 1991 endete die völkerrechtliche Verwaltung des Ortes und er wurde Teil Polens. 1999 kam der Ort zum wiedergegründeten Powiat Nyski.